# 大宝森节

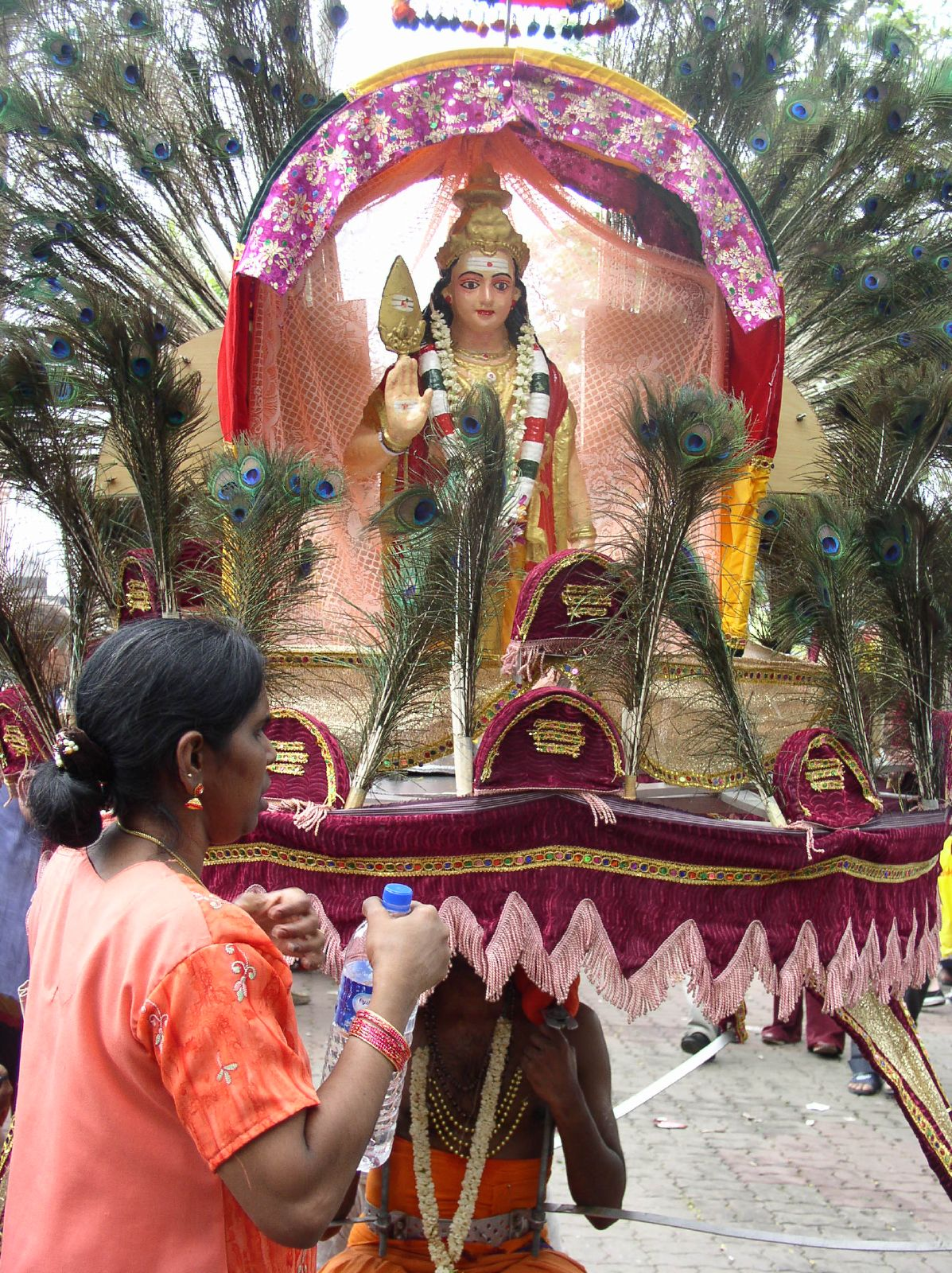
源自淡米爾人的節日，大寶森節

大宝森节是淡米爾人所庆祝的一个印度教节日，每年在淡米爾曆的“泰月”（第十个月）满月时举行，时在公历的一月或二月。该节日是马来西亚六州兩地（槟城州、霹雳州、雪兰莪州、森美兰州、柔佛州、吉打州、 布城和吉隆坡）的法定假日之一。大宝森节庆祝湿婆和雪山女神的長子战神穆鲁干（Murugan）的生日，在这一天他得到了雪山女神的馈赠——一支长矛，最终使其消灭了魔鬼阿修罗勇莲Śūrapadman。

## 新加坡的大寶森節
在每年的大宝森节，新加坡的斯里尼瓦沙柏鲁马庙为印度教信徒游行的起点，前往坦克路的丹达乌他帕尼庙，以感谢或祈求穆卢干，當中一些信徒更會揹起卡瓦第枷鎖前行。